# Mors (ostrov)
Mors nebo též Morsø je ostrov v Severním moři, náležící Dánsku. Nachází se uvnitř úžiny Limfjord. Je zcela obklopen pevninou, Jutským poloostrovem na jihovýchodě a Severojutským ostrovem na severozápadě. Jeho rozloha je 368 km², což z něj činí sedmý největší dánský ostrov. Žije zde 20 373 obyvatel, z toho nejvíce ve městě Nykøbing Mors (9 068 obyvatel v roce 2023), které je správním střediskem komuny Morsø.
Kromě města Nykøbing Mors se na ostrově Mors nacházejí také obce Øster Jølby, Sundby Mors, Vils, Erslev a Sejerslev a osady Karby, Redsted, Øster Assels, Vodstrup, Frøslev, Tødsø a Bjergby. Prochází tudy primární silnice 26 (překonává moře pomocí mostů Vilsund a Sallingsund) a sekundární silnice 545 a 581.
Ostrov je známý svými ložisky křemeliny. Významný je zdejší rostlinný park Jesperhus a muzeum fosílií a křemeliny.